# Sag die Wahrheit (Quizsendung)
Sag die Wahrheit (englisch To Tell the Truth) ist eine aus den USA stammende Quizsendung. Sie wurde ab 1959 mehrmals im deutschen Fernsehen aufgelegt und ist in einer seit 2003 vom SWR produzierten Neuauflage zu sehen.

## Geschichte
Das Fernsehformat wurde erstmals 1956 im amerikanischen Fernsehen unter dem Titel To Tell the Truth bei dem Sender CBS gezeigt. In Deutschland wurde die Sendung mit dem deutschen Titel Sag die Wahrheit im Jahre 1959 zum ersten Mal in der ARD ausgestrahlt. Moderiert wurde die Sendung bis zur Einstellung 1971 von Guido Baumann, Hans Sachs, Wolf Mittler und Hans Stotz. Ab 1986 wurde eine Neuauflage von Sag die Wahrheit produziert, die bis 1995 ausgestrahlt wurde und von Bernd Stephan sowie ab 1992 von Gerd Rubenbauer moderiert wurde. Produzent der Sendung war beide Male der Bayerische Rundfunk.
Seit dem Jahr 2003 wird das Format durch den SWR zusammen mit der UFA Show produziert und im SWR Fernsehen und im SR Fernsehen wöchentlich am Montag um 22 Uhr ausgestrahlt. Moderiert wird die Sendung von Michael Antwerpes. Andere dritte Programme strahlten Wiederholungen aus.
Ab dem 21. April 2017 wurde die Sendung in abgewandelter Form für 14 Folgen freitags um 18:50 Uhr im Ersten gezeigt.
Am 24. September 2018 wurde die 500. Folge gesendet.

## Spielrunden

### Normale Spielrunden
In einer normalen Spielrunde behaupten drei Kandidaten, eine bestimmte Person zu sein. Jedes Mitglied des vierköpfigen Rateteams hat 45 Sekunden lang Zeit, allen drei Kandidaten nacheinander fachliche oder persönliche Fragen zu stellen. Die Reihenfolge der Befragung wird von Runde zu Runde umgekehrt. Nachdem alle Befragungen abgeschlossen sind, erfolgt eine kurze Zusammenfassung der verschiedenen Antworten. Danach muss jedes Mitglied einen Tipp abgeben, wer wirklich die gesuchte Person ist. Anschließend wird das Rätsel aufgelöst.
Bei diesen normalen Spielrunden ist es üblich, dass in einer Runde männliche, in der anderen weibliche Kandidaten auftreten. Gelegentlich können aber auch Männer und Frauen in einer Runde auftreten.

### Letzte Spielrunde
In der letzten Spielrunde treten jene vier Leute wieder auf, die vorher gelogen haben. Einer von ihnen hat eine besondere Eigenschaft, ein besonderes Hobby, einen besonderen Beruf etc. und erzählt darüber. Die anderen drei erzählen eine frei erfundene Geschichte. Jedem einzelnen aus dem Rateteam sitzt einer der Lügner gegenüber und nach 30 Sekunden muss entschieden werden, ob das Gegenüber der/die Richtige ist oder nicht. Anschließend wird das Rätsel aufgelöst.

## Rateteam
Zum vierköpfigen Rateteam der SWR-Ausgaben von Sag die Wahrheit gehören Kim Fisher, Pierre M. Krause, Hadnet Tesfai und Smudo.
Des Weiteren haben im wechselnden Rateteam unter anderem schon mitgewirkt:
- Bodo Bach
- Liz Baffoe
- Domenica Berger
- Ursula Cantieni
- Lisa Feller
- Heiner Geißler
- Katja Heijnen
- Guildo Horn
- Horst Janson
- Rainer Maria Jilg
- Evelin König
- Ines Krüger
- Mike Krüger
- Janine Kunze
- Nathalie Licard
- Ingolf Lück
- Enie van de Meiklokjes
- Ralph Morgenstern
- Jessica Schöne
- Barbara Schöneberger
- Martin Seidler
- Christoph Sieber
- Wolfgang Völz
- Florian Weber
- Oliver Wnuk
- Constantin Zöller

Bodo Bach und Enie van de Meiklokjes sind mittlerweile in das Rateteam von der direkt im Anschluss im SWR gesendeten Rateshow Meister des Alltags gewechselt. Zu Silvester 2013 gab es eine Sonderfolge: Das Rateteam von Sag die Wahrheit trat gegen das Team von Meister des Alltags an. Dabei galt es, „Geheimnisse“ des jeweiligen Rateteams selbst zu lösen.
Bei den im Ersten ausgestrahlten Folgen wirkten zusätzlich mit: Lisa Fitz, Jan Hofer, Hannes Jaenicke, Ann-Kathrin Kramer, Sara Nuru, Natalia Wörner und Jana Ina Zarrella.